# Mesocrambus
Mesocrambus is een geslacht van vlinders van de familie grasmotten (Crambidae).

## Soorten
- M. canariensis Ganev, 1987
- M. candiellus (Herrich-Schäffer, 1848)
- M. tamsi Bleszynski, 1960